# Deutsch-Lothringen

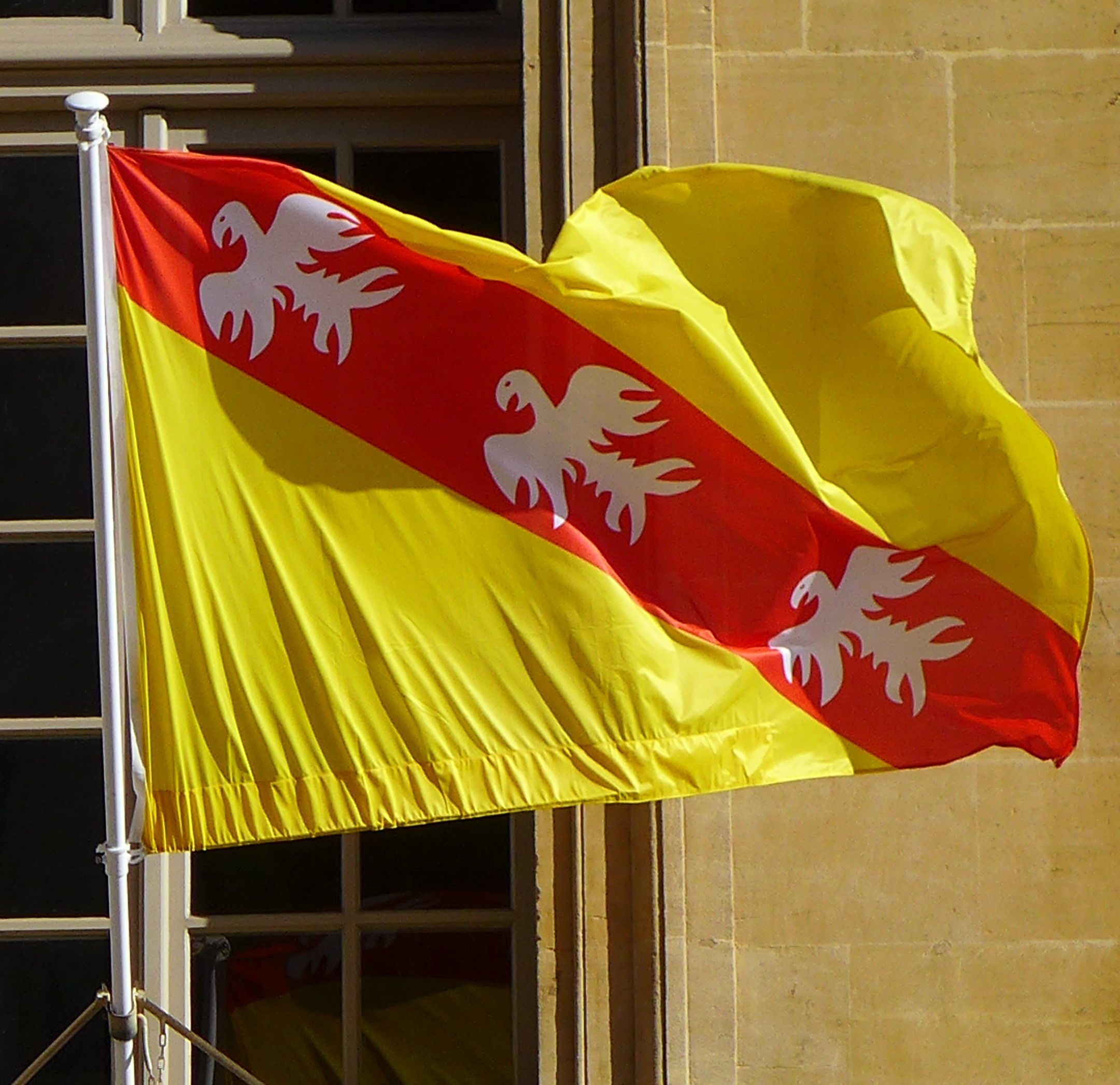
Flagge Lothringens

Deutsch-Lothringen bzw. Deutschlothringen bezeichnet zweierlei:
1. das deutsche Sprachgebiet innerhalb Lothringens, wie es bis in das 20. Jahrhundert hinein bestand;
2. den Bezirk Lothringen, also den Teil Lothringens, der 1871–1918 zum Reichsland Elsaß-Lothringen und damit zum Deutschen Reich gehörte.

## Ursprünglich deutschsprachiges Lothringen

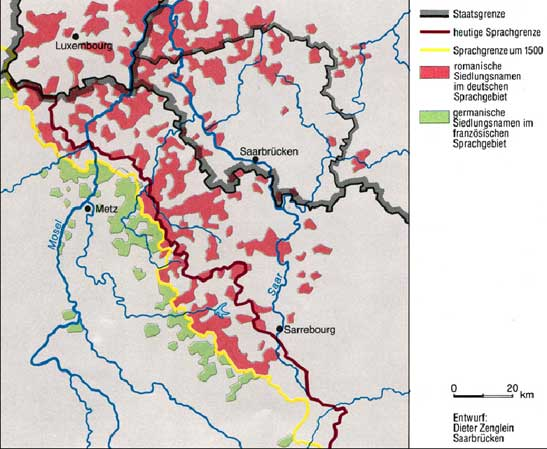
Historische Entwicklung der Sprachgrenze in Lothringen

Die  germanisch-romanische (deutsch-französische) Sprachgrenze in Lothringen verlief bis in das 20. Jahrhundert hinein in etwa entlang der Linie Sarrebourg (Saarburg) – Hayange (Hayingen). Näheres zu ihrem Verlauf im Artikel Lothringisch (fränkisch). Das lothringische Gebiet nordöstlich dieser Sprachgrenze in den heutigen Départements Moselle und Bas-Rhin (Krummes Elsass) und im heutigen Bundesland Saarland wurde als Deutsch-Lothringen bezeichnet. Nancy, die historische Hauptstadt Lothringens, und das kirchliche Zentrum Metz liegen beide auf der französischen Seite der Sprachgrenze. Auf die historische Sprachgrenze verweisen die Namen von Ortschaften wie Audun-le-Tiche (Deutsch-Oth) und Audun-le-Roman (Welsch-Oth) oder die Namen der beiden Quellflüsse der Nied, die Nied Allemande (Deutsche Nied) und die Nied Française (Französische Nied), die beiderseits der Sprachgrenze liegen und fast genau auf der Sprachgrenze zusammenfließen.
Auch in der Verwaltung fand die Sprachgrenze bereits früh ihren Niederschlag. Das Herzogtum Lothringen wurde im 13. Jahrhundert in drei Bellistümer (Verwaltungs- und Gerichtsbezirke, französisch bailliage) unterteilt: das Bellistum Nancy (bailliage de Nancy), das Bellistum Vôge (bailliage de Vôge) und das Deutsche Bellistum (bailliage d'Allemagne), letzteres zeitweise mit der Stadt Wallerfangen im heutigen Saarland als Verwaltungssitz. Das Herzogtum Lothringen kam 1766 zu Frankreich. 1790, zu Zeiten der Französischen Revolution, wurden die alten Verwaltungsstrukturen radikal erneuert. Der Antrag deutschlothringischer Abgeordneter, ein eigenes deutschlothringisches Département einzurichten, fand keine Mehrheit vor der Pariser Nationalversammlung. Deutschlothringen wurde den 1790 errichteten Départements Moselle und Meurthe einverleibt. Weitere deutschsprachige Teile des historischen Lothringens lagen im 1795 gebildeten Département Forêts und im 1798 eingerichteten Département de la Sarre. Im Zweiten Pariser Frieden 1815 verblieb der größte Teil Deutschlothringens bei Frankreich. Der Name bezeichnete fortan dieses Gebiet.

## Bezirk Lothringen als Teil des Deutschen Reiches 1871–1918

Die germanischen und romanischen Dialektgruppen in Elsass-Lothringen (19. Jahrhundert)

Nach dem Deutsch-Französischen Krieg wurde 1871 ein Teil Lothringens dem neu gegründeten Deutschen Kaiserreich angeschlossen und bildete mit dem Elsass bis 1918 das Reichsland Elsaß-Lothringen. Der aus Teilen der beiden bisherigen französischen Départements Meurthe und Moselle neu gebildete Bezirk Lothringen umfasste neben dem Großteil des historischen Deutschlothringen auch französischsprachige Gebiete westlich der deutsch-französischen Sprachgrenze um Metz und Château-Salins. Dieser Bezirk Lothringen mit seiner Hauptstadt Metz blieb nach der Rückgliederung des Landstrichs an Frankreich 1919 in seiner territorialen Gestalt unverändert und bildet das heutige Département Moselle. Während der deutschen Besetzung 1940–1944 bestand hier das CdZ-Gebiet Lothringen.

## Belege
1. ↑  Jean-Louis Masson: Histoire administrative de la Lorraine: des provinces aux départements et à la région, Fernand Lanore / Sorlot, Collection: Reflets de l'Histoire (1982), Transkript der Petition auf S. 193. Online